# Josh Powell
Joshua Dominique Rajae Powell, detto Josh (Charleston, 25 gennaio 1983), è un ex cestista e allenatore di pallacanestro statunitense.

## Carriera nella NBA
Uscito dal college si dichiarò eleggibile per il draft NBA 2003. Non venne selezionato da nessuna squadra e dovette accasarsi prima in Russia, al Lokomotiv Rostov, poi in Italia all'Eurorida Scafati e alla Pepsi Caserta, entrambe le volte in Legadue. Qui impressionò molto positivamente il pubblico, e trascinò la sua squadra ad un passo dalla Serie A, diventando per tutti "Air Joshua".
Fu preso successivamente dai Dallas Mavericks nei quali non trovò tuttavia molto spazio. Giocò 37 partite con 11 minuti di media, e totalizzò 3,5 punti, 2,5 rimbalzi di media col 45,2% da due e l'80% ai liberi. Nel 2005-06 passò agli Indiana Pacers che lo utilizzarono in sole sette gare.
A metà stagione passò ai Golden State Warriors che lo utilizzarono in 30 partite. Migliorò al tiro da due (57,2%) e calò ai liberi (73%), e prese 2,3 rimbalzi, ma il minutaggio rimase sempre scarso. Nell'estate 2007 Powell si trasferì a Los Angeles, sponda Clippers. In quella stagione venne utilizzato come riserva in grado di dare un buon contributo alla partita e, giocando quasi 20 minuti a partita, totalizzò 6,0 punti, 5,3 rimbalzi, il 46% da due e il 73,5% dalla lunetta, arrivando anche alla doppia-doppia in due occasioni.
Il 14 agosto 2008 firmò con i Los Angeles Lakers: in canotta gialloviola partì quasi sempre dalla panchina giocando una sola partita da titolare su 60, ma a fine anno vinse il titolo di campione NBA. L'anno successivo i losangelini vinsero nuovamente il titolo, con Powell in rosa. Il 26 giugno 2010 firmò un contratto con gli Atlanta Hawks, con cui disputò nuovamente in play-off senza partire in quintetto base.
Nell'estate 2011, complice il lockout NBA 2011-2012 che bloccò l'avvio della stagione NBA, si accordò con i Liaoning Dinosaurs accettando il regolamento della lega cinese che impediva un eventuale ritorno nella NBA fino al termine della stagione, ovvero il marzo seguente.
Il 30 settembre 2013 firma per i New York Knicks.

## Statistiche
| † | Denota le stagioni in cui ha vinto il titolo |

### College
| Anno      | Squadra       | PG | PT | MP   | TC%  | 3P%  | TL%  | RP  | AP  | PRP | SP  | PP   |
| --------- | ------------- | -- | -- | ---- | ---- | ---- | ---- | --- | --- | --- | --- | ---- |
| 2001-2002 | NCSU Wolfpack | 34 | 29 | 19,5 | 52,8 | 14,3 | 71,2 | 3,9 | 0,9 | 0,4 | 0,9 | 7,2  |
| 2002-2003 | NCSU Wolfpack | 31 | 31 | 27,0 | 57,1 | 37,5 | 73,9 | 5,3 | 1,0 | 0,6 | 1,3 | 12,4 |
| Carriera  | Carriera      | 65 | 60 | 23,1 | 55,3 | 28,9 | 72,9 | 4,5 | 1,0 | 0,5 | 1,1 | 9,7  |

### NBA

#### Regular Season
| Anno       | Squadra          | PG  | PT | MP   | TC%  | 3P%  | TL%  | RP  | AP  | PRP | SP  | PP  |
| ---------- | ---------------- | --- | -- | ---- | ---- | ---- | ---- | --- | --- | --- | --- | --- |
| 2005-2006  | Dallas Mavericks | 37  | 2  | 11,6 | 45,7 | -    | 80,0 | 2,2 | 0,2 | 0,2 | 0,1 | 3,0 |
| 2006-2007  | Indiana Pacers   | 7   | 0  | 9,1  | 13,3 | -    | 66,7 | 2,7 | 0,4 | 0,0 | 0,0 | 1,7 |
| 2006-2007  | G.S. Warriors    | 30  | 0  | 9,6  | 52,6 | -    | 72,3 | 2,3 | 0,6 | 0,2 | 0,4 | 3,5 |
| 2007-2008  | L.A. Clippers    | 64  | 25 | 19,2 | 46,0 | 0,0  | 72,4 | 5,2 | 0,7 | 0,2 | 0,4 | 5,5 |
| 2008-2009† | L.A. Lakers      | 60  | 1  | 11,7 | 44,4 | -    | 76,0 | 2,9 | 0,5 | 0,2 | 0,3 | 4,2 |
| 2009-2010† | L.A. Lakers      | 63  | 0  | 9,2  | 36,6 | 43,8 | 64,5 | 1,8 | 0,6 | 0,1 | 0,1 | 2,7 |
| 2010-2011  | Atlanta Hawks    | 54  | 0  | 12,1 | 45,2 | 0,0  | 80,0 | 2,5 | 0,4 | 0,1 | 0,1 | 4,1 |
| 2013-2014  | Houston Rockets  | 1   | 0  | 19,0 | 33,3 | -    | -    | 5,0 | 0,0 | 0,0 | 1,0 | 4,0 |
| Carriera   | Carriera         | 316 | 28 | 12,6 | 43,8 | 35,0 | 74,3 | 2,9 | 0,5 | 0,2 | 0,2 | 3,9 |

#### Play-off
| Anno     | Squadra          | PG | PT | MP  | TC%  | 3P%   | TL%   | RP  | AP  | PRP | SP  | PP  |
| -------- | ---------------- | -- | -- | --- | ---- | ----- | ----- | --- | --- | --- | --- | --- |
| 2006     | Dallas Mavericks | 6  | 0  | 4,2 | 0,0  | -     | -     | 0,3 | 0,2 | 0,0 | 0,0 | 0,0 |
| 2007     | G.S. Warriors    | 4  | 0  | 1,5 | -    | -     | 50,0  | 0,3 | 0,0 | 0,0 | 0,3 | 0,3 |
| 2009†    | L.A. Lakers      | 14 | 0  | 5,2 | 42,3 | 100,0 | 100,0 | 1,2 | 0,3 | 0,0 | 0,1 | 2,1 |
| 2010†    | L.A. Lakers      | 13 | 0  | 3,1 | 37,5 | 0,0   | 75,0  | 0,5 | 0,1 | 0,0 | 0,0 | 0,7 |
| 2011     | Atlanta Hawks    | 9  | 0  | 5,3 | 55,6 | -     | -     | 1,0 | 0,1 | 0,0 | 0,0 | 1,1 |
| Carriera | Carriera         | 46 | 0  | 4,2 | 40,4 | 50,0  | 83,3  | 0,8 | 0,2 | 0,0 | 0,0 | 1,1 |

### Record personali
| Punti | 3 punti segnati | rimbalzi offensivi | rimbalzi difensivi | rimbalzi totali | assist | palle recuperate | stoppate | minuti giocati |
| 22    | 1               | 7(2 volte)         | 10                 | 13              | 5      | 2(2 volte)       | 3        | 51             |

## Palmarès
- Campionato NBA: 2

Los Angeles Lakers: 2009, 2010
- Eurolega: 1

Olympiakos: 2012-13
- Campione WBA (2004)
- All-WBA Second Team (2004)

## Curiosità
- È laureato in business management alla N.C. State University, ama giocare a polo ed è un appassionato di musica leggera.
- Il 12 marzo 2011 è stato arrestato prima di una partita, poiché imbottigliato nel traffico si rifiutò di spostare la propria automobile che intralciava il passaggio di un'ambulanza.[2]